# Jean Wagner
Pour les articles homonymes, voir Wagner.
Jean Wagner (Colmar, 1894 - Mulhouse, 1956) est un homme politique français.

## Biographie
Syndicaliste et membre de la section SFIO de Mulhouse, il était, au lendemain de la Première Guerre mondiale, une des trois personnalités dominantes du socialisme dans cette ville, avec Eisenring et Auguste Wicky.
Ce dernier ayant été élu en 1925 à la tête de la municipalité, Wagner fut un de ses adjoints jusqu’en 1940, et de 1944 à 1947.
Candidat aux élections législatives de 1936, il fut battu par le candidat de droite, l'industriel Alfred Wallach. Wagner organisa néanmoins un « comité du Front populaire » afin de pouvoir manifester le soutien de l'action du gouvernement de Léon Blum par les socialistes mulhousiens.

Wallach ayant démissionné, une élection législative partielle fut organisée en avril 1939.
À nouveau candidat, Wagner ne fut battu que de 550 voix par le radical antimarxiste Joseph Féga, la candidature de ce dernier ayant été appuyée par des mouvements et des personnalités allant du centre-droit à l'extrême-droite.
Chassé de la municipalité par les nazis en 1940, Jean Wagner retrouva son mandat à la Libération (28 novembre 1944). Premier adjoint d'Auguste Wicky, il remplace le maire lorsque ce dernier, affaibli par la maladie, choisit de démissionner (janvier 1947). C'est lors de ce mandat par intérim que la commune de Bourtzwiller est rattachée à Mulhouse (27 juillet 1947).
Si la municipalité est dominée par les gaullistes après les élections municipales d'octobre 1947, ce sont les socialistes qui remportent le plus grand nombre de sièges lors des élections d'avril 1953. Jean Wagner est par conséquent élu maire. Or, son parti n'est a qu'une majoritaire relative (13 conseillers sur 37), face à des élus MRP (10 sur 37), gaullistes et indépendants qui contestent la prépondérance socialiste en boycottant un conseil municipal ainsi privé de quorum. Pour mettre fin à cette crise, un accord d'"entente municipale" est conclu le 22 juin 1953, aboutissant à un partage équitable des postes d'adjoint entre les partis représentés au conseil municipal, dépolitisant ainsi la gestion des affaires communales mulhousiennes.
Élu enfin député en octobre 1945 avec son ami Édouard Richard maire de Colmar, Jean Wagner préside la commission de l'Intérieur à l'Assemblée nationale à partir de 1952. Député-maire de Mulhouse, il œuvre pour la reconstruction de la ville, n'hésitant pas à intervenir en haut lieu pour obtenir les crédits nécessaires.
Il meurt d'une crise cardiaque le 16 septembre 1956.
Un ensemble urbain, la cité Jean-Wagner (plus couramment appelé « cité Wagner »), est baptisé en hommage au maire socialiste.